# Regione di Puno
La regione di Puno (in spagnolo: Región Puno) è una regione del Perù situata nella parte meridionale del Paese, al confine con la Bolivia. Le sponde di tutta la parte occidentale del lago Titicaca sono nel territorio di questa regione     .

## Geografia antropica

### Suddivisioni amministrative
La regione è suddivisa in 13 province che sono composte di 107 distretti. Le province, con i relativi capoluoghi tra parentesi, sono:
- Azángaro (Azángaro)
- Carabaya (Macusani)
- Chucuito (Juli)
- El Collao (Ilave)
- Huancané (Huancané)
- Lampa (Lampa)
- Melgar (Ayaviri)
- Moho (Moho)
- Puno (Puno)
- San Antonio de Putina (Putina)
- Sandia (Sandia)
- San Román (Juliaca)
- Yunguyo (Yunguyo)